# Condado de Highland (Ohio)
O Condado de Highland é um dos 88 condados do Estado americano de Ohio. A sede do condado é Hillsboro, e sua maior cidade é Hillsboro. O condado possui uma área de 1 445 km² (dos quais 12 km² estão cobertos por água), uma população de 40 875 habitantes, e uma densidade populacional de 29 hab/km² (segundo o censo nacional de 2000). O condado foi fundado em 1805.